# Società Sportiva Ebolitana 1925 2011-2012
Questa voce raccoglie le informazioni riguardanti la Società Sportiva Ebolitana 1925 nelle competizioni ufficiali della stagione 2011-2012.

## Rosa
| N. |                   | Ruolo | Calciatore             |
| -- | ----------------- | ----- | ---------------------- |
|    | Italia (bandiera) | D     | Luigi Albano           |
|    | Italia (bandiera) | D     | Pasquale Angiò         |
|    | Italia (bandiera) | D     | Salvatore Astarita     |
|    | Italia (bandiera) | D     | Massimiliano Barbone   |
|    | Italia (bandiera) | A     | Antonio Broso          |
|    | Italia (bandiera) | C     | Antonino Calascibetta  |
|    | Italia (bandiera) | C     | Vito Capasso           |
|    | Italia (bandiera) | C     | Carlo Colella          |
|    | Italia (bandiera) | C     | Gianmarco Corsino      |
|    | Italia (bandiera) | D     | Nicola Cutolo          |
|    | Italia (bandiera) | A     | Davide D'Ancona        |
|    | Italia (bandiera) | D     | Maurizio De Pasquale   |
|    | Italia (bandiera) | C     | Antonio Esposito       |
|    | Italia (bandiera) | D     | Andrea Gaveglia        |
|    | Italia (bandiera) | D     | Adolfo Gerolino        |
|    | Italia (bandiera) | D     | Davide Giudice         |
|    | Italia (bandiera) | A     | Giorgio Giurdanella    |
|    | Italia (bandiera) | C     | Pasquale Izzo          |
|    | Italia (bandiera) | D     | Marco Liguori          |
|    | Italia (bandiera) | C     | Gennaro Marco Limatola |
|    | Italia (bandiera) | A     | Gaetano Lo Coco        |
|    | Italia (bandiera) | P     | Roberto Longo          |
|    | Italia (bandiera) | A     | Davide Marino          |

| N. |                      | Ruolo | Calciatore           |
| -- | -------------------- | ----- | -------------------- |
|    | Italia (bandiera)    | C     | Carmine Mastroianni  |
|    | Italia (bandiera)    | D     | Simone Mirante       |
|    | Italia (bandiera)    | D     | Giuseppe Nazzani     |
|    | Italia (bandiera)    | P     | Federico Nicastro    |
|    | Italia (bandiera)    | C     | Elio Nigro           |
|    | Italia (bandiera)    | C     | Roberto Palumbo      |
|    | Italia (bandiera)    | D     | Marco Pepe           |
|    | Italia (bandiera)    | D     | Aldo Perricone       |
|    | Italia (bandiera)    | C     | Giuseppe Perrino     |
|    | Italia (bandiera)    | D     | Christian Piccirillo |
|    | Argentina (bandiera) | A     | Luciano Pignatta     |
|    | Italia (bandiera)    | P     | Massimo Policano     |
|    | Italia (bandiera)    | A     | Mario Ramaglia       |
|    | Italia (bandiera)    | C     | Carlo Sacco          |
|    | Italia (bandiera)    | C     | Eugenio Salemme      |
|    | Italia (bandiera)    | A     | Njib Sekkoum         |
|    | Italia (bandiera)    | D     | Andrea Servi         |
|    | Italia (bandiera)    | D     | Gianluca Sturiale    |
|    | Italia (bandiera)    | C     | Gaetano Toscano      |
|    | Italia (bandiera)    | D     | Andrea Venneri       |
|    | Italia (bandiera)    | P     | Giuseppe Zotti       |
|    | Italia (bandiera)    | A     | Luigi Zottoli        |